# Inabe
Inabe (jap. いなべ市 Inabe-shi) ist eine kreisfreie Stadt in der japanischen Präfektur Mie.

## Geographie
Inabe liegt westlich von Nagoya und nördlich von Yokkaichi.

## Geschichte
Die Stadt Inabe wurde am 1. Dezember 2003 aus den ehemaligen Gemeinden Inabe (員弁町, -chō), Taian (大安町, -chō), Fujiwara (藤原町, -chō) und Hokusei (北勢町, -chō) des Landkreises Inabe gegründet.

## Verkehr
- Straße:
  - Nationalstraße 306, 365, 421
- Zug:
  - Sangi Sangi-Linie
  - Sangi Hokusei-Linie

## Wirtschaft
- Denso
- Taiheiyo Cement

## Söhne und Töchter der Stadt
- Itō Kiyoshi (1915–2008), Mathematiker
- Tatsuma Itō (* 1988), Tennisspieler

## Weblinks

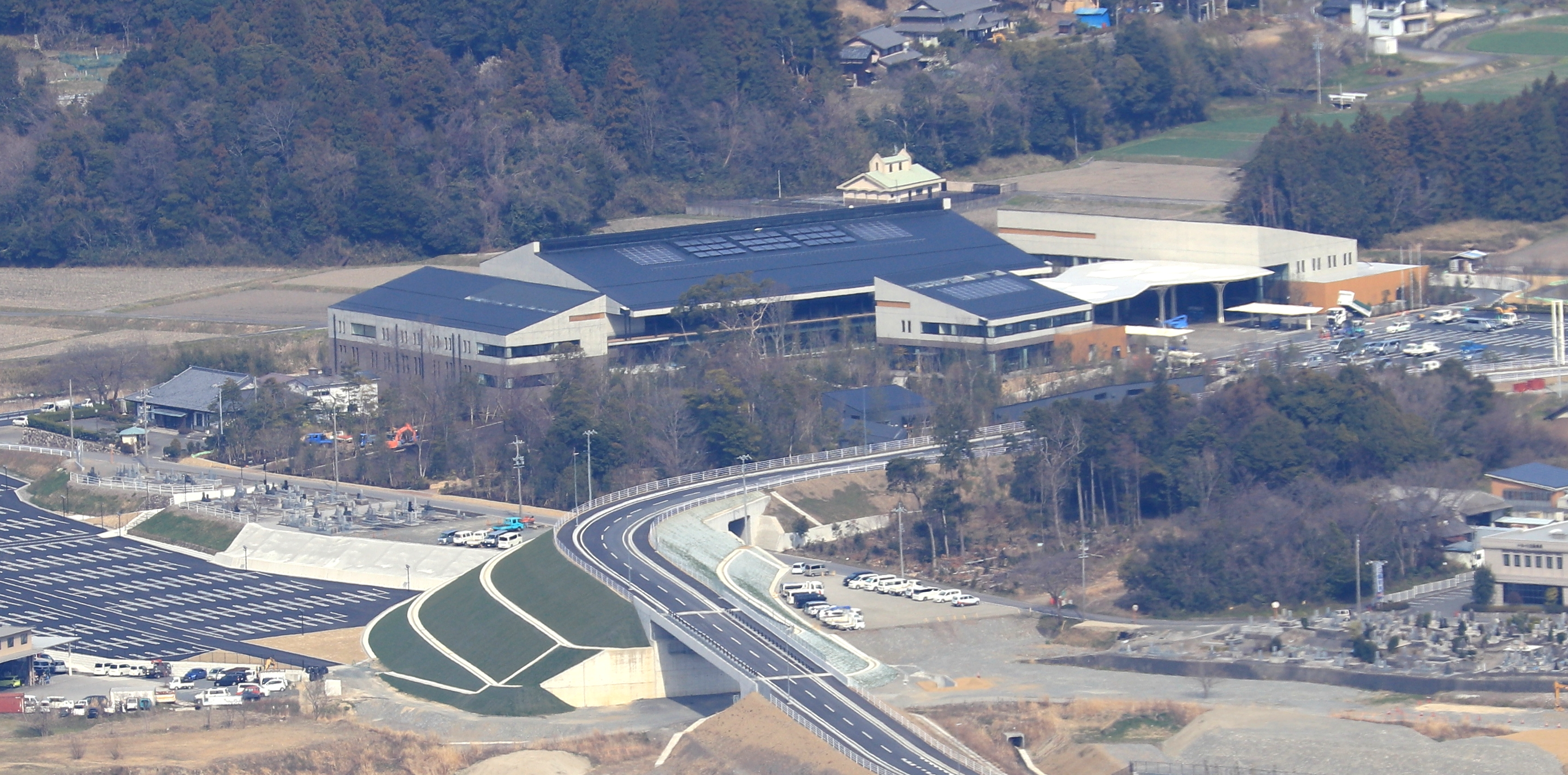
Rathaus von Inabe

## Angrenzende Städte und Gemeinden
- Präfektur Mie
  - Kuwana
  - Yokkaichi
  - Komono
  - Tōin
- Präfektur Gifu
  - Ōgaki
  - Kaizu
  - Yōrō
- Präfektur Shiga
  - Higashiōmi
  - Taga